# Porcellio studienstiftius
Porcellio studienstiftius es una especie de crustáceo isópodo terrestre de la familia Porcellionidae.

## Distribución geográfica
Es endémica de La Gomera y El Hierro (España).